# 蜚
蜚（ひ）とは、古代中国の地理書『山海経』に記載されている怪獣。
中国語ではフェイ（Fei）と言われる。『山海経』によると泰山に生息している。

## 特徴
蜚は牛の様な見た目に白い首、単眼で蛇の尻尾を生やしている。
蜚が、水の中を歩けば水が干上がり、平地を歩けば草木が枯れ、現れると疫病が蔓延すると言われていて、このことから蜚は疫鬼と言われている。また、水が干上がり、草木が枯れることから旱魃を引き起こすとも言われている。
蜚は鴆という鷲くらいの大きさの妖怪の好物でもある。

## 登場作品
『三國志 Online』において、口から猛毒を吐くモンスターとして登場。その毒には川を干上がらせ、草木を枯らし、疫病を撒き散らすという『山海経』においての蜚と酷似している。